# Łękomira
Łękomira – imię żeńskie, żeński odpowiednik imienia Łękomir. Mogło to oznaczać kobietę, która ustanawia pokój dzięki swojej chytrości. 
Łękomira imieniny obchodzi: 26 września.